# نامر (رصد)

تعديل مصدري - تعديل

نامر هي إحدى قرى عزلة القارة بمديرية رصد التابعة لمحافظة أبين، بلغ تعداد سكانها 188 نسمة حسب تعداد اليمن لعام 2004.